# سان بارتولومي (لاس بالماس)
بلدية سان بارتولومي (بالإسبانية: San Bartolomé) هي بلدية تقع في مقاطعة لاس بالماس التابعة لمنطقة جزر الكناري جنوب غرب إسبانيا.

## الديموغرافيا
بلغ عدد سكان بلدية سان بارتولومي 18.468 نسمة عام 2011 (وفقاً للمعهد الوطني للإحصاء الإسباني).
| 9.852 | 11.576 | 15.910 | 17.452 | 18.050 | 18.517 | 18.468 |